# Rina Gigli
Rina Gigli, född 31 januari 1916 i Neapel, död 22 augusti 2000 i Recanati, var en italiensk operasångerska (sopran).
Rina Gigli var dotter till Beniamino Gigli. Hon utbildades i Italien och USA till pianist och sångerska, debuterade som Violetta i La Traviata mot sin far. Gigli gästspelade senare på europeiska operascener och gjorde ett flertal grammofoninsjungningar.